# جورج كروفورد
جورج كروفورد (15 ديسمبر 1890 - 28 يونيو 1975) (بالإنجليزية: George Crawford)‏ هو لاعب كريكت بريطاني (وحمل سابقاً جنسية المملكة المتحدة لبريطانيا العظمى وأيرلندا).